# François Caprais de Brignon
Pour les articles homonymes, voir Brignon.
François Caprais de Brignon est un homme politique français né le 22 octobre 1733 à  Craponne sur Arzon (Haute-Loire) et mort le 20 novembre 1795 à Dore-l'Église dans le département du Puy-de-Dôme en région Auvergne-Rhône-Alpes.
Curé de Dore-l'Église, il est député du clergé aux États généraux de 1789 pour la sénéchaussée de Riom. Il prête le serment civique en 1791.

## Sources
- « François Caprais de Brignon », dans Adolphe Robert et Gaston Cougny, Dictionnaire des parlementaires français, Edgar Bourloton, 1889-1891 [détail de l’édition]